# Preokret

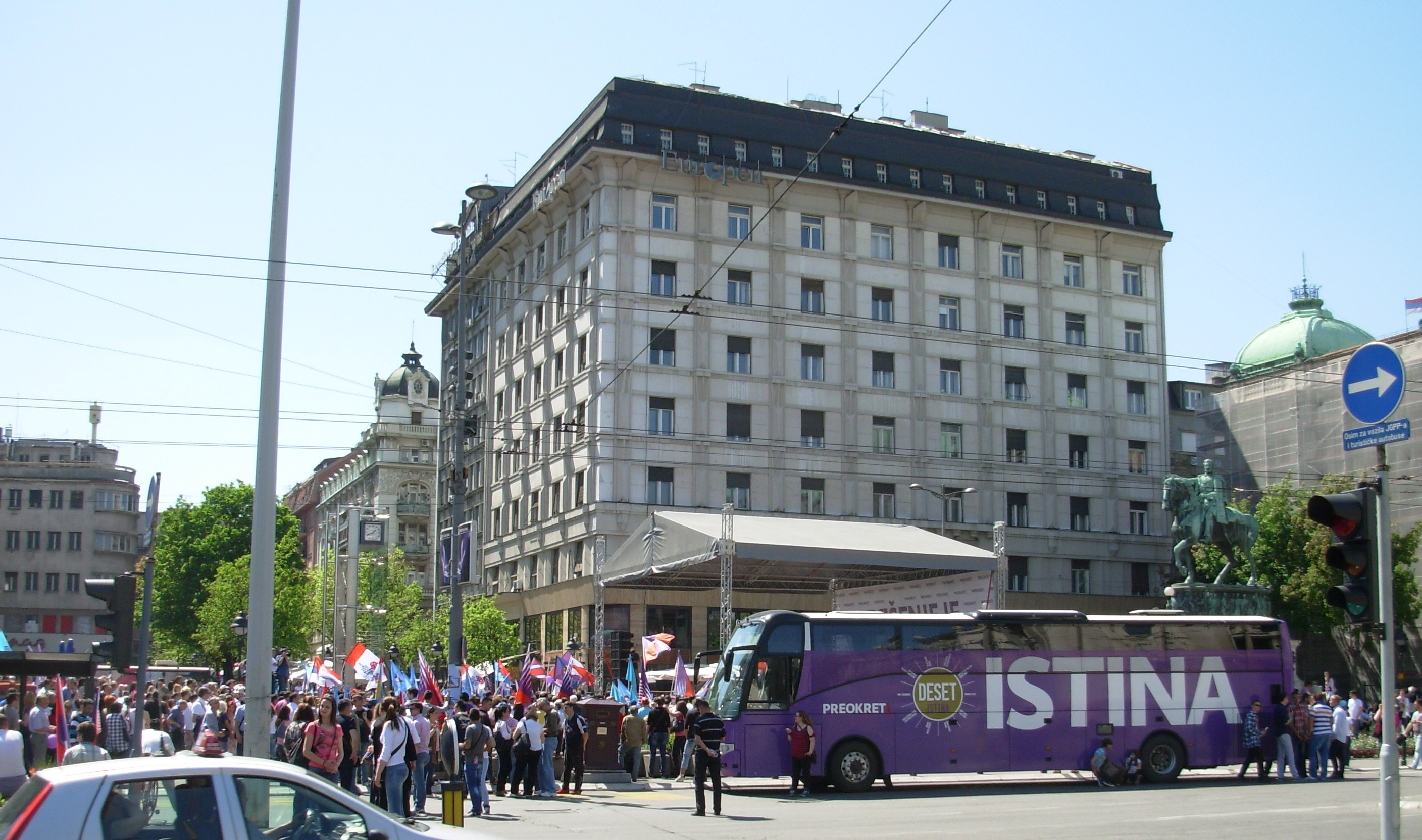
Preokret en campagne, 2012

Preokret (en serbe cyrillique : Преокрет ; en français : « revirement » ou « renouvellement ») est une coalition politique qui a participé aux élections législatives serbes de 2012. Elle était emmenée par Čedomir Jovanović, le président du Parti libéral-démocrate (LDP). Elle a recueilli 6,53 % des voix, obtenant ainsi 19 sièges sur 250 à l'Assemblée nationale de la République de Serbie.

## Membres
La coalition est constituée des partis politiques suivants, :
- Parti libéral-démocrate (LDP)
- Mouvement serbe du renouveau (SPO)
- Union sociale-démocrate (SDU)
- Serbie riche (BS)
- Parti de Voïvodine (VP)
- Parti démocratique du Sandžak (SDP)
- Parti écologiste vert-Verts
- Parti des Bulgares de Serbie (PBS)